# Chen Tsai-chuan
Chen Tsai-chuan (* 29. Januar 2001) ist eine taiwanische Leichtathletin, die sich auf den Siebenkampf spezialisiert hat.

## Sportliche Laufbahn
Erste internationale Erfahrungen sammelte Chen Tsai-chuan im Jahr 2018, als sie bei den Juniorenasienmeisterschaften in Gifu mit 4925 Punkten die Silbermedaille im Siebenkampf gewann. Im Jahr darauf gelangte sie bei der Sommer-Universiade in Neapel mit 5097 Punkten auf Rang elf und 2023 belegte sie bei den Asienmeisterschaften in Bangkok mit 5386 Punkten den sechsten Platz. Anschließend wurde sie bei den World University Games in Chengdu mit 5542 Punkten Zehnte. Im Oktober belegte sie bei den Asienspielen in Hangzhou mit 5455 Punkten den achten Platz. 2025 gewann sie bei den Asienmeisterschaften in Gumi mit 5608 Punkten die Bronzemedaille hinter der Inderin Nandini Agasara und Liu Jingyi aus der Volksrepublik China. Anschließend wurde sie bei den World University Games in Bochum mit 5483 Punkten Zehnte.
In den Jahren 2020 und 2022 wurde Chen taiwanische Meisterin im Siebenkampf.

## Persönliche Bestleistungen
- Siebenkampf: 5701 Punkte, 8. Mai 2024 in Taichung